# Billy Van Zandt
William « Billy » Van Zandt est un scénariste et acteur américain né le 13 décembre 1957 dans le New Jersey. Il est le demi-frère du musicien et acteur Steven Van Zandt. Il est marié à l'actrice Adrienne Barbeau depuis 1992.

## Filmographie
- 1978 : Les Dents de la mer, 2e partie (Jaws 2) de Jeannot Szwarc : Bob

## Pièces
- Love, Sex, and the I.R.S.
- Suitehearts
- Lie, Cheat, and Genuflect
- Having a Wonderful Time, Wish You Were Her
- Playing Doctor
- A Little Quickie
- Drop Dead!
- Bathroom Humor
- Infidelities
- The Senator Wore Pantyhose
- Till Death Do Us Part
- Do Not Disturb
- What the Bellhop Saw
- Merrily We Dance and Sing
- What the Rabbi Saw
- Confessions of a Dirty Blonde
- Silent Laughter
- The Pennies
- The Property Known as Garland
- A Night at the Nutcracker
- You've Got Hate Mail
- Wrong Window
- High School Reunion: The Musical